# 惠来站
惠来站，是汕汕铁路在揭阳境内唯一的中间站、揭惠铁路的客运始发站，位于中國广东省揭阳市惠来县东陇镇东陇村以南，距离惠来县城约3公里。车站于2023年12月26日与汕汕铁路同步建成通车，预计高峰旅客发送量可达3,000人/小时。

## 历史
2017年3月23日，广东省铁路建设投资集团有限公司与中铁第四勘察设计院集团有限公司于惠来县进行站点选址踏勘。
2018年8月29日，中国铁路总公司和广东省人民政府联合批复汕汕铁路可行性研究报告，确定在汕汕铁路上设置惠来站。
2019年7月23日，中国铁路设计集团有限公司中标新建汕头至汕尾铁路EPC工程总承包项目，惠来站将由中国铁设负责设计。
2022年1月19日，首根试桩开钻；3月1日，打下第一根工程桩；8月30日，站房主体结构全面封顶。
2023年12月26日，车站及其高铁场随汕汕铁路汕头南至汕尾段开通运营而启用。

## 车站结构

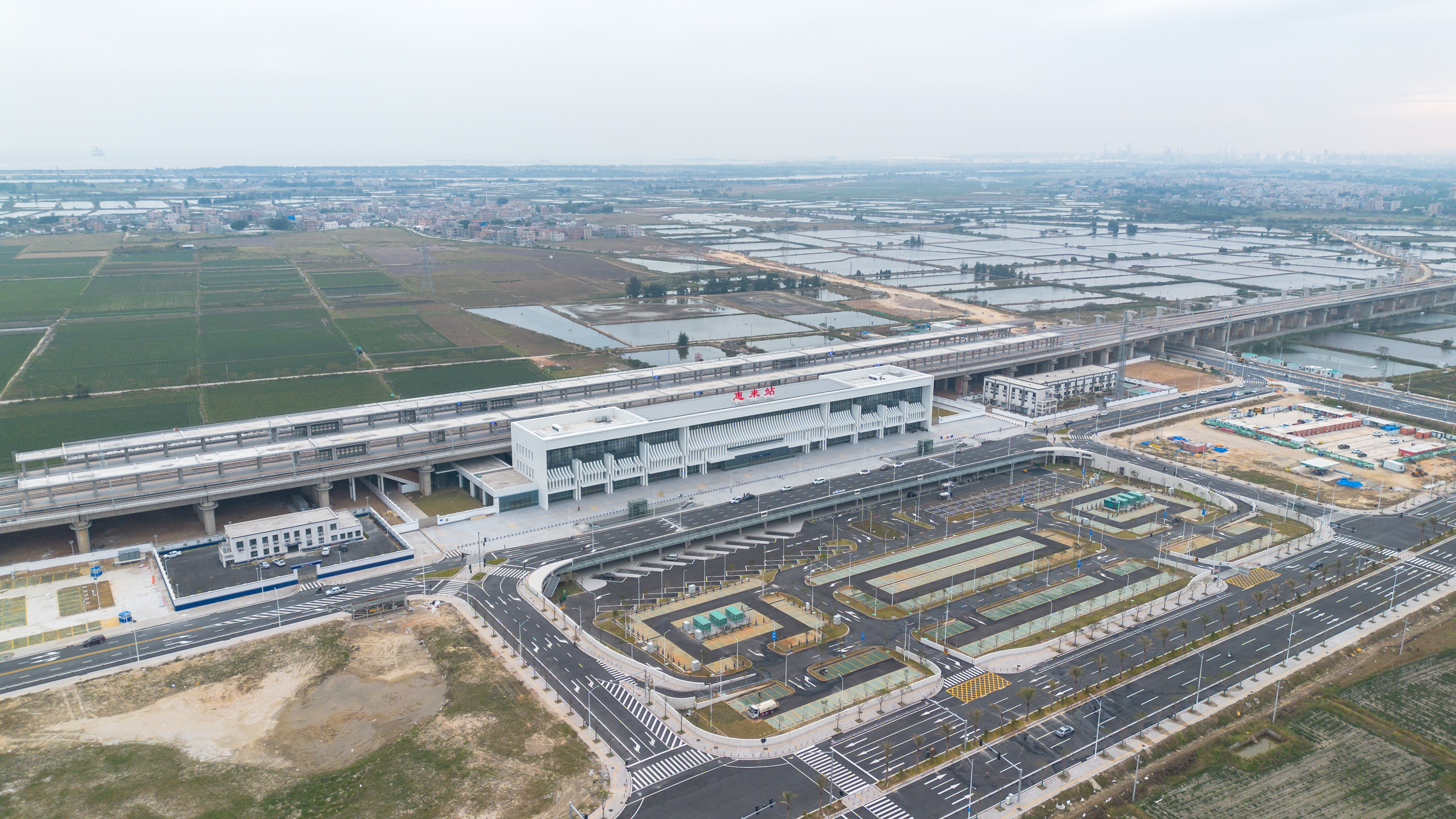
俯视车站及站前停车场

### 站房

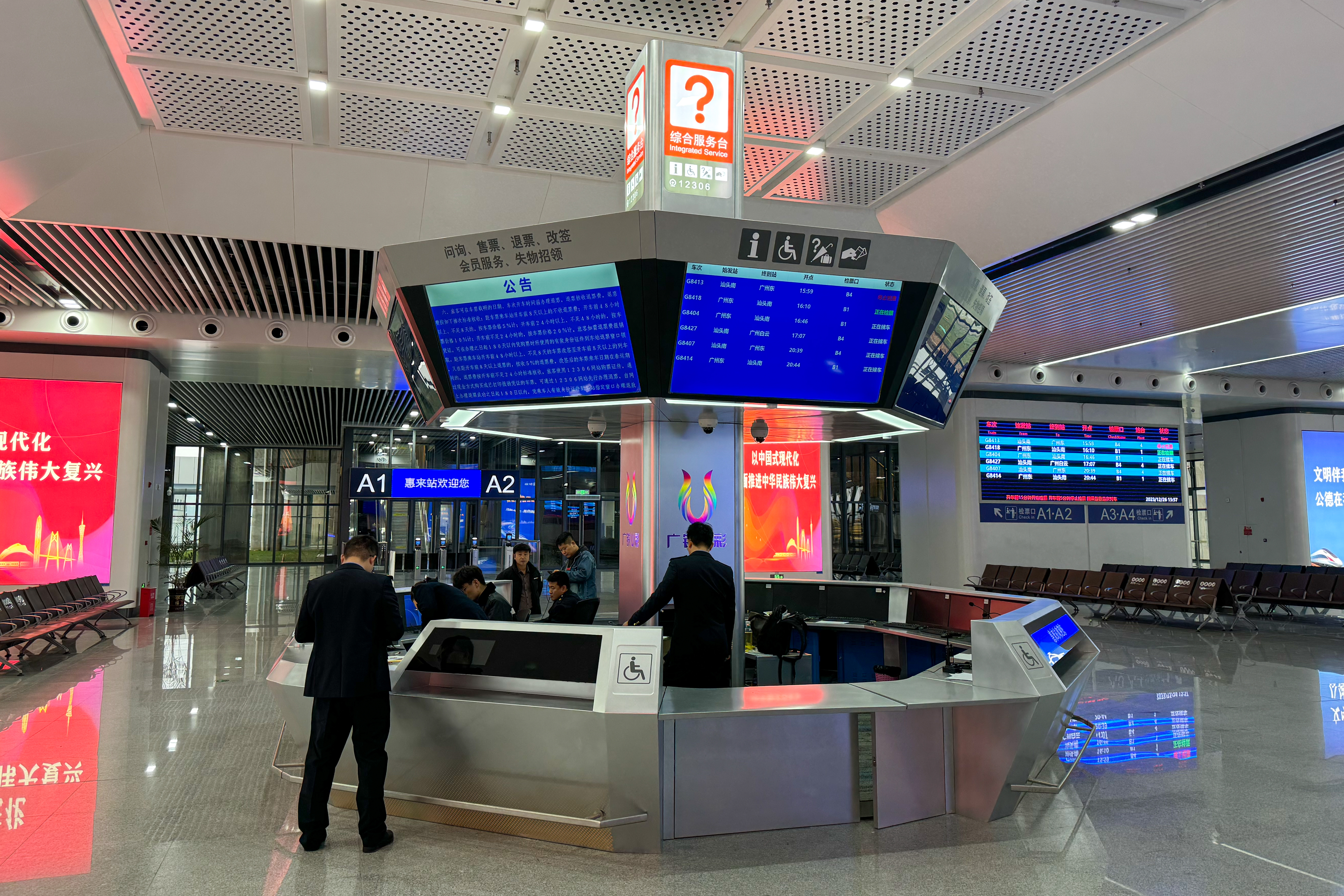
综合服务台

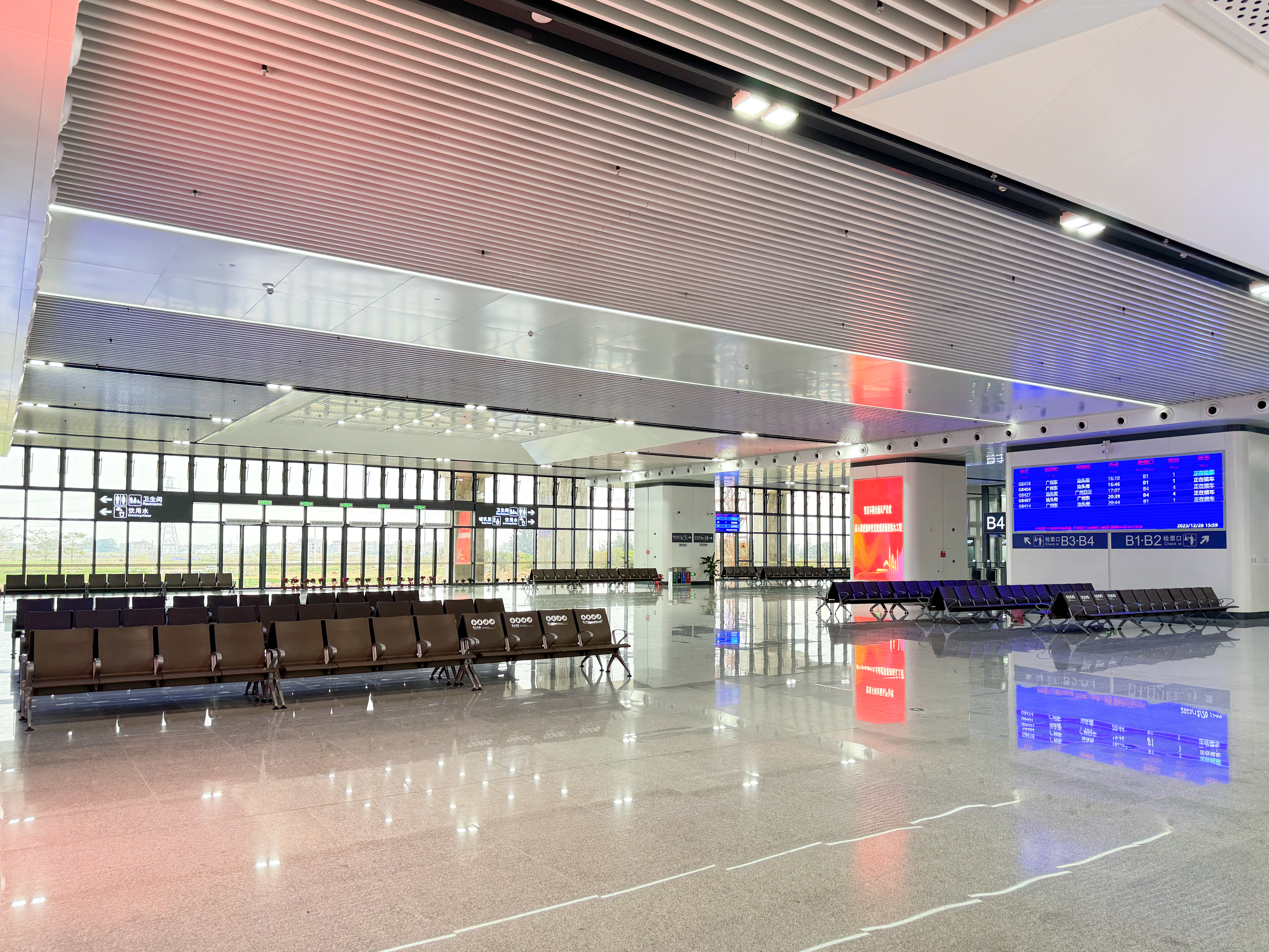
候车区

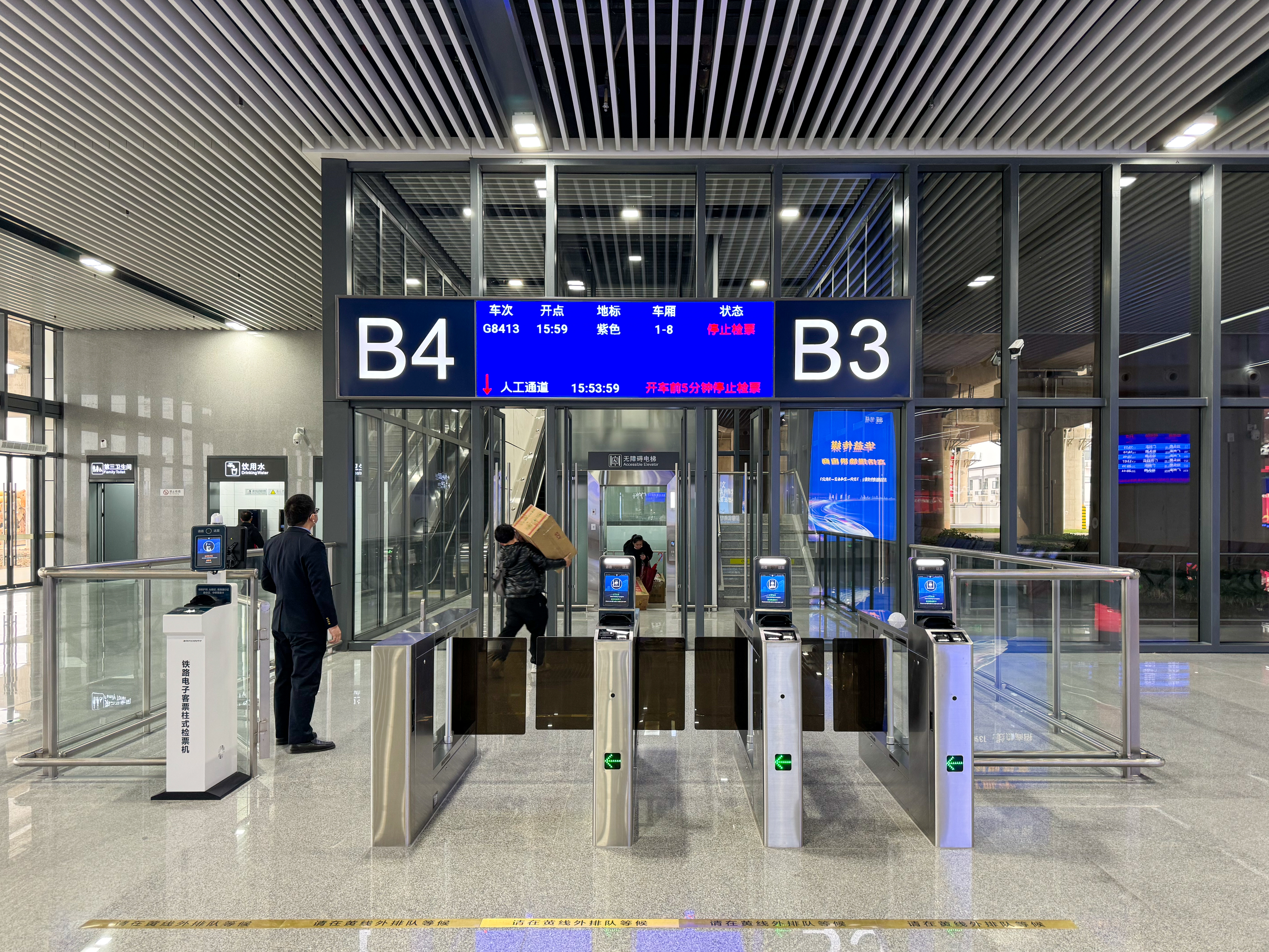
B3、B4检票口

站房为线正下式站型侧式站房，采用下进下出的流线组织方式，站房主要包括地下一层、地上三层，站场下方设置桥下候车厅，总建筑面积1.5万平方米，最高屋面结构高度22.40米，建筑高度24米，为汕汕铁路沿线最大的新建车站，亦是惠来县境内最大的铁路车站。站房结合当地文化及传统建筑特点，以“揭阳剪纸，建筑传承”为设计理念，站房外立面融入“揭阳剪纸”的民间艺术元素，站房正面的石材框墙营造出剪纸画的形象，体现了对潮汕民居的现代转译与传承。
车站启用以来，站内闸机存在检票速度慢的问题。为优化客运流线，车站自2025年1月3日起取消实名制验证口并实施“验检合一”，乘客在进站口只需通过安全检查即可进入候车室，在检票口闸机通过人脸识别和身份证验证同步实施票、证、人核验后，即可前往站台。同时，售票大厅人工窗口服务搬迁至候车室服务台，乘客需进入候车室办理购票、改签以及退票等业务。

#### 楼层分布
| 地上三层 | （15.186米） | 站台层     | 1-2站台（汕头方向）、3-4站台（汕尾方向）、5-6站台（揭阳方向）            |
| 地上三层 | （13.25米）  | 承轨层     | 轨道                                                                     |
| 地上二层 | （7米）      | 商业       | 预留商业用房                                                             |
| 地上一层 | （0米）      | 进站口     | 商务座候车室、综合服务台、候车室、母婴室、卫生间、客运值班室、公安值班室 |
| 地上一层 | （0米）      | 售票处     | 旅客服务中心                                                             |
| 地上一层 | （0米）      | 商业       | 预留商业用房                                                             |
| 地上一层 | （0米）      | 出站口     | 出站口、补票处、卫生间                                                   |
| 地下一层 | （-5.7米）   | 站前停车场 | 公交站场、出租车站场、社会停车场                                         |

### 站场

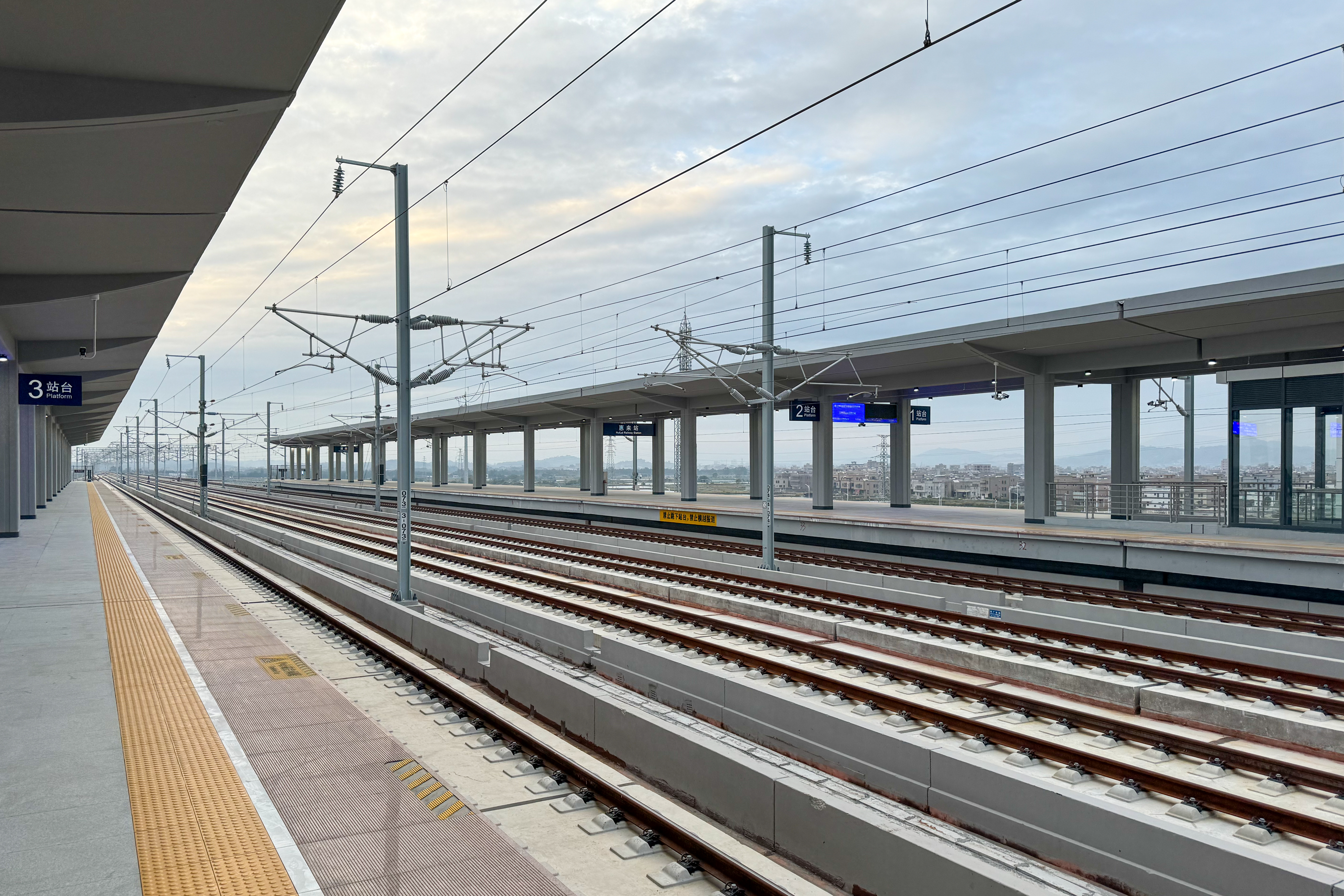
站台层

站场按北侧高铁场、南侧城际场分场布置，规模为3台8线，包括到发线6条以及正线2条，站台中部下方为候车厅。其中高铁场总规模为2台4线（另设正线2条），2座站台均为长450米，宽12米的中间站台，主要有汕汕铁路经过，西咽喉衔接陆丰东站以及惠来综合维修工区，东咽喉则衔接潮南站；城际场主要接入揭惠铁路，设置2条尽端式到发线，1座长220米，宽12米，高1.25米岛式站台，西咽喉经惠来西线路所衔接大南山站。
| 6站台    | 揭惠铁路列车 揭阳方向（下站：大南山）0 |
| 岛式站台 |                                        |
| 5站台    | 揭惠铁路列车 揭阳方向（下站：大南山）0 |
| 4站台    | 汕汕铁路列车 汕尾方向（下站：陆丰东）0 |
| 岛式站台 |                                        |
| 3站台    | 汕汕铁路列车 汕尾方向（下站：陆丰东）0 |
| Ⅱ道      | 汕汕铁路 下行正线                      |
| Ⅰ道      | 汕汕铁路 上行正线                      |
| 2站台    | 汕汕铁路列车 汕头方向（下站：潮南）0   |
| 岛式站台 |                                        |
| 1站台    | 汕汕铁路列车 汕头方向（下站：潮南）0   |
| 站房     | 售票处、候车区、进站口、出站口         |

## 交通配套
车站交通配套有站前停车场以及站北大道、站前路、站前西路、站前东路、站东路等市政道路。其中站前停车场面积为2.45万平方米。